# Hopetoun (Victoria)
Hopetoun è una piccola città (630 abitanti) a economia turistica dello Stato australiano di Victoria, facente parte dell'area amministrativa locale (LGA) denominata Yarriambiack Shire Council.
È situata nella parte nordoccidentale dello Stato, nella regione del Southern Mallee, a circa 395 km di distanza da Melbourne.
La città prende il suo nome da John Hope, marchese di Linlithgow (1860-1908) che fu governatore dello stato di Victoria e primo governatore generale dell'Australia.